# Kompleks atakujący błonę

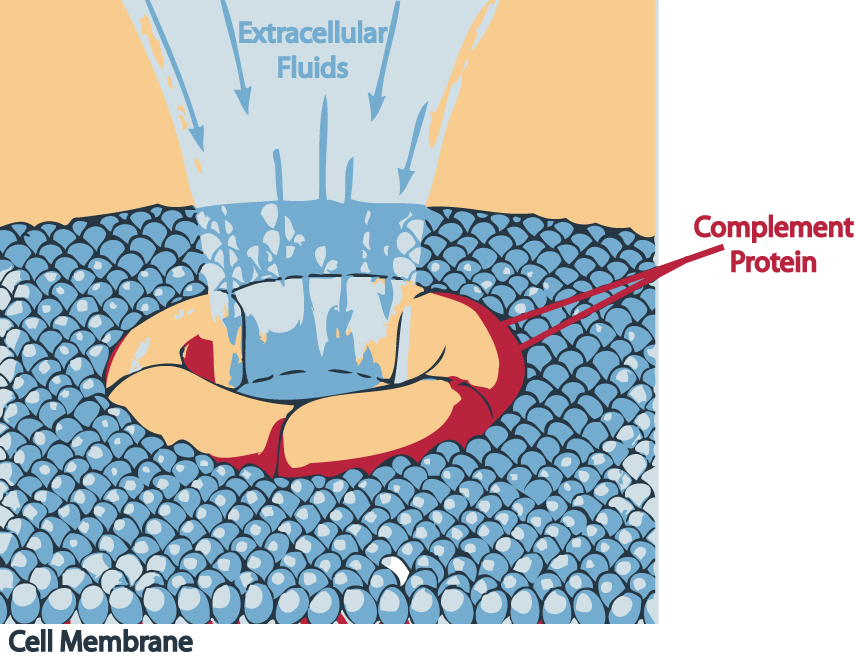
Śmierć komórki poprzez działanie MAC

Kompleks atakujący błonę (ang. Membrane Attack Complex, MAC) jest strukturą białkową powstającą w końcowym etapie aktywacji dopełniacza. Uczestniczy w jednym z ważnych mechanizmów nieswoistej odpowiedzi immunologicznej. W wyniku jego działania dochodzi do lizy (śmierci) komórki.
Zazwyczaj tworzony jest na powierzchni błony komórkowej chorobotwórczych bakterii, które wniknęły do organizmu, ale może także powstawać niezależnie i wtedy łączy się z różnymi inhibitorami dopełniacza.
Składa się z 5 białek składowych dopełniacza C5, C6, C7, C8 i C9, które tworzą kompleks według wzoru (C5b678)1(C9)n o strukturze pierścieniowej.
Hydrofobowe domeny składników C8 i C9 umożliwiają przyłączenie kompleksu do błony komórkowej.
Czynnik restrykcji homologicznej (ang. Homologous Restriction Factor, HRF, CD59) wiążąc składniki C8 i C9, hamuje tworzenie MAC - jest jego inhibitorem.

Powstawanie kompleksu atakującego błonę

Przeczytaj ostrzeżenie dotyczące informacji medycznych i pokrewnych zamieszczonych w Wikipedii.